# Długoszpon białobrewy
Długoszpon białobrewy (Metopidius indicus) – gatunek średniej wielkości ptaka z rodziny długoszponów (Jacanidae). Występuje w Azji Południowej i Południowo-Wschodniej – zarówno w części kontynentalnej, jak i na niektórych spośród wysp Indonezji – na nieregularnym obszarze. Nie jest zagrożony wyginięciem.

## Taksonomia
Po raz pierwszy zgodnie z zasadami nazewnictwa binominalnego gatunek ten opisał John Latham w 1790. Holotyp pochodził z nieokreślonej lokalizacji w Indiach. Autor nadał nowemu gatunkowi nazwę Parra indica. Latham opisał ten gatunek już w 1787, ale wówczas użył jedynie zwyczajowej angielskiej nazwy Indian Jacana. Obecnie (2022) Międzynarodowy Komitet Ornitologiczny umieszcza długoszpona białobrewego w rodzaju Metopidius, którego jest jedynym przedstawicielem. Nie wyróżnia podgatunków, podobnie jak autorzy HBW. Monotypowy rodzaj Metopidius opisał Johann Georg Wagler w 1832.
Kariotyp długoszpona białobrewego poznano po raz pierwszy w 1982 roku, kiedy opublikowano wyniki badań nad różnymi indyjskimi ptakami siewkowymi. Dla Metopidius indicus 2n=84. Jest to wynik odmienny od otrzymanego w późniejszym badaniu innego autora, opublikowanego w 1992 – 2n=88. Długoszpony białobrewe, podobnie jak koralowe (Irediparra gallinacea) i te z rodzaju Actophilornis, mają unikatową kość promieniową o kształcie podobnym do ostrza. Prawdopodobnie jest to związane z chronieniem skrzydłami jaj i pokrytych puchem piskląt. Poniżej przedstawiono pozycję gatunku i rodzaju na kladogramie rodziny długoszponów (Jacanidae), jaki opracowali Whittingham, Sheldon i Emlen (2000) na podstawie badań mtDNA:
|  | \| \| Microparra \| \| \| \| \| \| Irediparra \| \| \| \| |
|  |                                                           |
|  | Metopidius                                                |
|  |                                                           |
|  | Microparra                                                |
|  |                                                           |
|  | Irediparra                                                |
|  |                                                           |

|  | Microparra |
|  |            |
|  | Irediparra |
|  |            |

|  | \| \| Microparra \| \| \| \| \| \| Irediparra \| \| \| \| |
|  |                                                           |
|  | Metopidius                                                |
|  |                                                           |
|  | Microparra                                                |
|  |                                                           |
|  | Irediparra                                                |
|  |                                                           |

|  | Microparra |
|  |            |
|  | Irediparra |
|  |            |

|  | Jacana         |
|  |                |
|  | Hydrophasianus |
|  |                |

## Morfologia
Długość ciała wynosi 28–31 cm; masa ciała samców (n=43) – 147–202 g, samic (n=25) – 226–354 g; rozpiętość skrzydeł – około 54 cm. Nie są znane różnice w upierzeniu zależne od miejsca występowania. Samice są większe od samców, ale w upierzeniu dymorfizm płciowy nie występuje. Prawdopodobnie płeć długoszponów białobrewych można określić na podstawie samych wymiarów, jednak utrudniają to dane pozyskane z błędnie oznaczonych okazów muzealnych. Wymiary szczegółowe dla 43 samców i 25 samic (mierzone podczas badań terenowych w Kanyakumari na południowym krańcu Indii) podane w milimetrach przedstawia poniższa tabela:
| Płeć   | Długość dzioba | Długość skrzydła | Długość skoku | Długość ogona |
| ------ | -------------- | ---------------- | ------------- | ------------- |
| Samce  | 21,6–23,8      | 154–168          | 65,5–76       | 41–55         |
| Samice | 23,9–27,3      | 164–190          | 72,5–84,5     | 41–59         |

Większość upierzenia jest czarna, opalizująca ciemnozielono. Na głowie obecna szeroka czysto biała brew, ciągnie się po boki tylnej części szyi. U nasady tylnej części szyi widoczny jest intensywny fioletowoniebieski połysk. Płaszcz, barkówki, lotki III rzędu i pokrywy skrzydłowe wyróżniają się zielonkawą barwą. Niekiedy pokrywy skrzydłowe większe, zewnętrzne lotki III rzędu i wewnętrzne II rzędu mają wąskie jasnopłowe obrzeżenia. Grzbiet, kuper, pokrywy nad- i podogonowe oraz ogon są intensywnie rdzawe z fioletowym połyskiem. Tylna część boków ciała jest bardzo ciemna, rdzawobrązowa z fioletowawym połyskiem. Dziób masywny, o barwie żółtej lub żółtozielonej. Płytka czołowa czerwona. Tęczówka brązowa. Nogi i stopy ciemnozielone. Na zgięciu skrzydła obecna niewielka tępo zakończona ostroga.
U osobników młodocianych na wierzchu głowy obecna matowa rdzawobrązowa czapeczka. Krótka biała brew nie sięga za oko. Przez kantarek przebiega cienka ciemna linia. Za pokrywami usznymi popielata plama. Gardło i broda białawe, ich barwa płynnie przechodzi w intensywnie płowy kolor na przodzie szyi i jasny żółtawopłowy po jej bokach. Niższa część piersi, brzuch i pokrywy podogonowe białawe. Boki ciała, zewnętrzne części nogawic, wewnętrzne lotki III rzędu i spód ciała są czarne ze słabym zielononiebieskim połyskiem. Tył szyi smoliście czarny z wątłym zielonkawym połyskiem, lecz już nasada szyi intensywnie mieni się fioletowoniebiesko. Płaszcz, barkówki i skrzydła ubarwione jak u dorosłych osobników, okazjonalnie pojawia się kilka rdzawo obrzeżonych barkówek lub fioletowo połyskujących piór płaszcza. Grzbiet matowy, zielonobrązowy. Kuper i pokrywy nadogonowe smoliście brązowe, intensywnie rdzawo paskowane i z nieznaczną opalizacją. Sterówki głównie białe, wyróżniają się rdzawe plamy u nasady i nieregularne czarniawe paski.

## Zasięg występowania
Zasięg występowania długoszponów białobrewych według szacunków BirdLife International zajmuje 11,6 mln km². Rozciąga się od południowo-wschodniego Pakistanu (południowa prowincja Sindh; wyłącznie zalatujące ptaki, które jednak do kolejnych 2 lat zostają) i Indii (na południe do Kanyakumari) przez Azję Południowo-Wschodnią po południowe Chiny (Junnan), południową Sumatrę i zachodnią Jawę. Na północ od Indii zasięg długoszponów białobrewych sięga także do Nepalu. Zalatują do Bhutanu. 
Nie występują na całym terytorium Indii – są nieobecne w zachodnim Pendżabie i zachodnim Radżastanie. W południowo-wschodniej Azji zamieszkują Mjanmę poza jej zachodnią częścią, Tajlandię poza południowym wschodem oraz dawne Indochiny (współcześnie Laos, Kambodża i Wietnam) z wyjątkiem wschodniego i zachodniego Tonkinu (współcześnie północny Wietnam) oraz północnego i środkowego Annamu. W Laosie występują na północy i południu kraju, w środkowej części były odnotowywane w czasach historycznych. Dawniej zamieszkiwały północno-zachodnią część Malezji. Współcześnie zalatują tam. Informacja o tym, jakoby długoszpony białobrewe występowały na Celebesie, pojawiająca się zarówno w starszych (końcówka XIX wieku), jak i nowszych (początek XXI wieku) źródłach jest błędna.

## Ekologia i zachowanie
Środowiskiem życia długoszponów białobrewych są nizinne słodkowodne jeziora i rezerwuary z roślinnością unoszącą się na wodzie lub wyrastającą z niej. Pojawiają się również na podmokłych terenach trawiastych i zapuszczonych polach ryżowych. Częściej niż długoszpony chińskie (Hydrophasianus chirurgus) korzystają z pofragmentowanych środowisk. W Nepalu odnotowywane były do 915 m n.p.m., lecz najpospoliciej zasiedlają niziny. W Azji Południowo-Wschodniej występują do 1000 m n.p.m. Prowadzą osiadły tryb życia, podejmują jedynie lokalne wędrówki w odpowiedzi na zmieniające się stany wód.
Chociaż długoszpony białobrewe były opisywane jako żywiące się głównie pokarmem roślinnym, prawdopodobnie powszechnie zjadają także owady, ślimaki i inne bezkręgowce. Poza sezonem lęgowym przebywają czasami w grupach liczących kilkanaście osobników. W sezonie lęgowym samce, odpowiedzialne za opiekę nad młodymi, ochoczo bronią swojego terytorium. Samice, często poliandryczne, swoim zachowaniem dominują nad samcami. Im więcej samców mają w swoim haremie, tym większe są ich terytoria, a tym mniejsze są terytoria samców. W jednym z badań średnia wielkość terytorium samca wyniosła 7220 ± 740 m², a samicy – 11 970 ± 1670 m². Długoszpony białobrewe bronią swoich terytoriów nie tylko przed innymi osobnikami swojego gatunku i drapieżnikami, jak błotniaki stawowe (Circus aeruginosus). Obserwowano również ich agresywne zachowania względem niezagrażających im oraz ich lęgom ptaków, jak łowiec krasnodzioby (Halcyon smyrnensis), kaczuszka azjatycka (Nettapus coromandelianus) i bagiewnik białopierśny (Amaurornis phoenicurus). Takie interakcje notowano wyłącznie w sezonie lęgowym.
Zaniepokojone długoszpony białobrewe chowają się w roślinności lub zanurzają pod wodę. Dobrze nurkują i pływają, gorzej latają. Ich lot jest silny, jednak nie tak zwinny jak u długoszponów chińskich. Długoszpony białobrewe odzywają się piskami siik-siik-siik, wydawanymi podczas walki lub zachowań agresywnych, i krótkimi ostrymi chrząknięciami lub płaczliwymi dźwiękami używanymi do zwykłej komunikacji.

### Lęgi

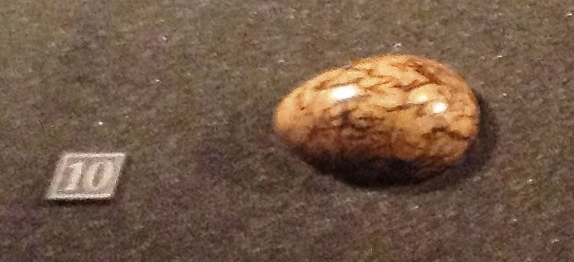
Jajo długoszpona białobrewego. Beaty Biodiversity Museum, Vancouver

Okres lęgowy współwystępuje z monsunami. W południowych Indiach trwa od końca lipca (czasami od połowy maja) do początku września, podobnie jak w Nepalu, na Jawie – w czerwcu (jaja stwierdzano także w kwietniu i listopadzie). Występuje poliandria. Samce żywo bronią się przed innymi samcami, zaś samice strzegą terytoriów swoich partnerów przed innymi samicami. Według jednego z badań dotyczącego struktury populacji i systemu kojarzenia u tych ptaków – pierwszego szczegółowego, a drugiego w ogóle – 60% samic jest monogamicznych, a 40% – poliandrycznych. Poliandryczne samice utrzymują haremy złożone z maksymalnie 4 samców. Im większa ich masa ciała, tym z większą liczbą samców utrzymują relację (co koreluje z wielkością zajmowanego terytorium) i tym więcej składają zniesień w sezonie.

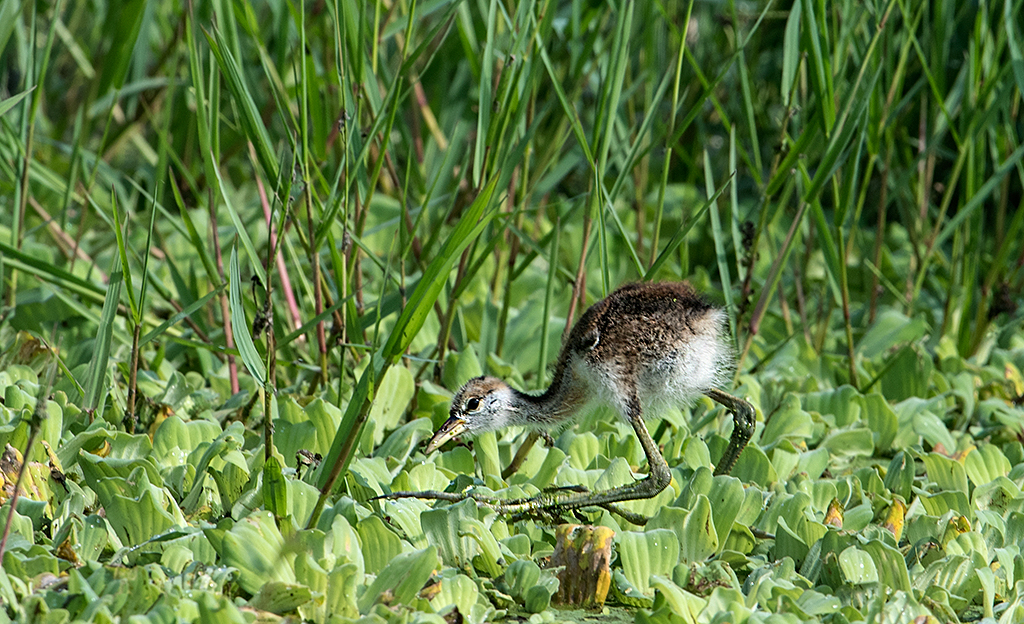
Pisklę

Gniazdo zbudowane jest z niewielkiej ilości roślinności wodnej. Może być umieszczone na pływających liściach grzybieniowatych („lilii wodnych”), lotosów (jak lotos orzechodajny, Nelumbium speciosum) czy kotewki (Trapa) lub w wystających ponad taflę wody trawach. Długoszpony białobrewe gniazdują w gęstszej roślinności niż inne długoszpony. Obserwowano ptaki obojga płci przy zbieraniu materiałów na gniazdo, jednak nie wiadomo, czy samice uczestniczą w jego budowie. Zniesienie liczy zwykle 4 jaja, rzadziej 3, jednak czasem dochodzi do utraty jednego lub więcej. Średnie wymiary 120 jaj z Indii: 36,4 na 25,1 mm, dla 7 jaj z Jawy: 36,13 na 25,2 mm. Skorupa jest błyszcząca, brązowa, pokryta nieregularnym czarniawym wzorem.
Samice składają poszczególne zniesienia w blisko 10-dniowych odstępach. Stosunek masy całego zniesienia do masy ciała samicy jest niewielki (średnio 16,8%), co wskazuje na niski koszt energetyczny wyprodukowania jednego zniesienia i tym samym łatwiejsze zastępowanie tego splądrowanego przez drapieżniki. Tracona może być większość jaj – w jednym siedlisku w południowych Indiach 90% nie dotrwało do momentu klucia; są zjadane przez gryzonie i ptaki. Inkubacja trwa około 26 dni (według innego źródła – 29). Wysiaduje jedynie samiec. Sam opiekuje się młodymi, choć samica pomaga mu w ich obronie (według innych źródeł tak się nie dzieje). Podobnie jak u innych długoszponów może przenosić pisklęta, trzymając je między skrzydłem a tułowiem. Z nielicznych obserwacji wynika, że przez pierwsze 5 dni życia piskląt samiec bardzo pilnie ich strzeże (zajmuje mu to około 60% czasu), a gdy młode osiągają 4–6 tygodni, jest już to rzadkie. Długoszpony białobrewe usamodzielniają się po około 70 dniach życia. Nie jest znany wiek, w którym osiągają dojrzałość płciową.

## Status i zagrożenia
IUCN uznaje długoszpona białobrewego za gatunek najmniejszej troski (LC, Least Concern) nieprzerwanie od 1988 (stan w 2020). BirdLife International uznaje trend liczebności populacji za nieznany. Podczas zbierania danych do Asian Waterbird Census w niektórych krajach nie każdego roku obserwowano długoszpony białobrewe. Według szacunków z AWC 2015 roku globalna populacja może liczyć 50–100 tys. osobników. Tę samą wartość podano dla roku 2004. Dla roku 2001 szacunkowa liczebność populacji była nieznana.
Pod koniec lat 90. XX wieku długoszpony białobrewe były pospolite w Tajlandii oraz bardzo rzadkie na Jawie. W drugiej dekadzie XXI w Nepalu były stosunkowo pospolite. W 2016 roku otrzymały tam lokalnie status gatunku najmniejszej troski (LC), podobnie jak w 2015 w Bangladeszu i w 2005 w Tajlandii (w ogóle nie zostały wymienione na czerwonej liście). W 2015 na czerwonej liście Chin nadano im status gatunku niedostatecznie rozpoznanego (DD, Data Deficient). Zagrożeniami dla długoszponów białobrewych są: utrata lub niszczenie środowiska ich życia, niepokojenie przez człowieka, kłusownictwo i prawdopodobnie używanie środków chemicznych w produkcji roślinnej.